# Juan Zanelli

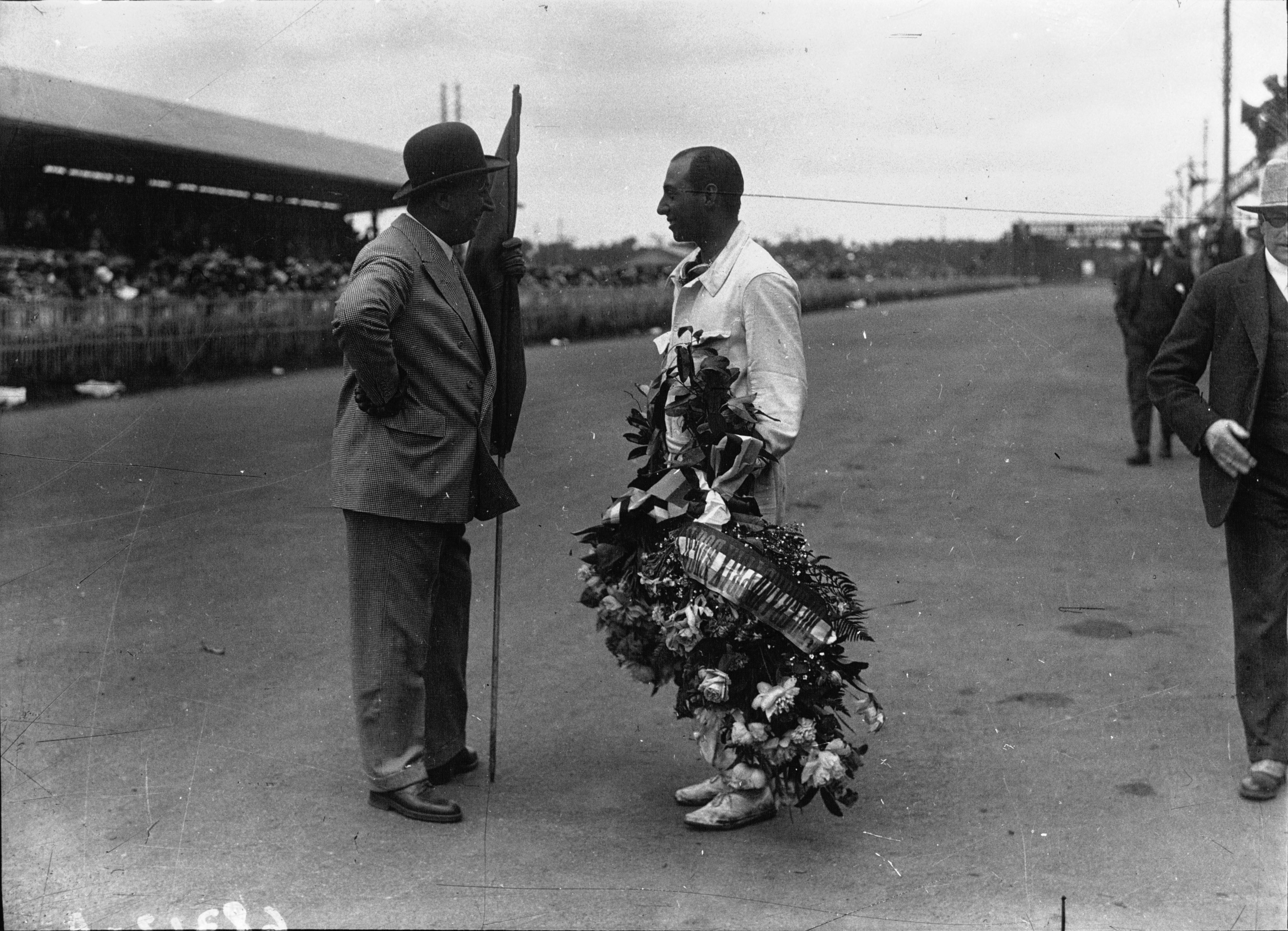
Zanelli toujours, au GP Bugatti 1929.

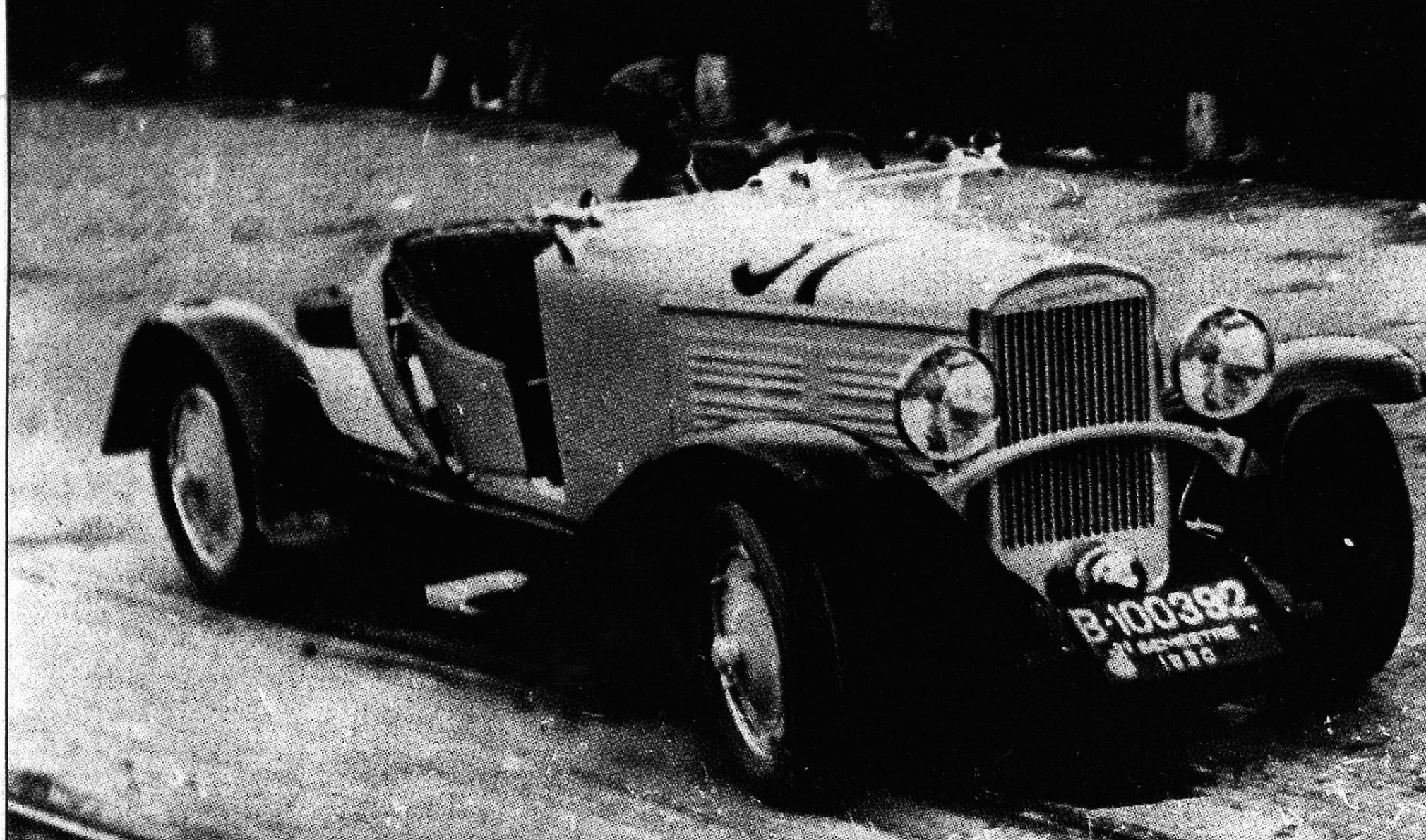
Le marquis argentin et ingénieur Raúl Pateras-Pescara de Castelluccio, en 1930 à la course de côte de La Rabassa en Catalogne, concepteur de moteurs compressés et à pistons libres, à bord de l'une de ses N.P. espagnoles.

Juan Ernesto Zanelli de Vescovi (né à Iquique, au Chili, en 1906 et mort à Toulouse en 1944) est un pilote automobile chilien.

## Biographie
Il est le premier conducteur chilien à obtenir un succès international en sport automobile, le premier sudaméricain à remporter un Grand Prix automobile en Europe, et le seul pilote non européen à remporter  un titre en championnat continental de la montagne. Aucun autre pilote de son pays (le plus connu étant Eliseo Salazar) ne remporte un Grand Prix dans la catégorie reine du sport automobile sur circuits.
D'ascendance italienne par son père (industriel dans l'exploitation de mines de nitrates), il termine ses études en Suisse puis devient consul à Nice.
Il débute alors sa carrière en sport automobile sur biplace Fiat. Grâce à son amitié avec les frères De Vizcaya, aristocrates espagnols, il fait l'acquisition en septembre 1928 de la Bugatti de l'un d'entre eux, bien que le véhicule ait été accidenté en 1924 et l'obligeant à d'importantes réparations. Malgré une refonte de son moteur la voiture reste non compétitive, et il s'impose en juin 1929 au Mans sur un autre modèle de la marque qu'il vient de racheter au Baron Philippe de Rothschild. Premier pilote à arborer le drapeau de son pays sur sa carrosserie en 1930, il décide de rentrer en 1932 au Chili. L'année suivante pour son retour sur le vieux continent, il remporte le nouveau Grand Prix espagnol organisé à Barcelone, le 25 juin sur Alfa Romeo Monza (véhicule avec lequel Raymond Sommer vient de remporter le Grand Prix de Marseille et les 24 Heures du Mans 1932).
Sa dernière saison s'effectue dans les rangs des écuries italiennes Torino et Villapadierna.
Il dispute un total de 29 Grand Prix entre 1929 et 1936 (dernière course lors de celui d'Allemagne).
Il rejoint la résistance française pendant la Seconde Guerre mondiale alors que la majorité des pilotes opposants aux idées national-socialistes sont connus des autorités allemandes. Il appartient au groupe Morhange et il meurt au premier jour de la libération de Toulouse le 19 août 1944, tué par une balle allemande. Il est inhumé le 23 août au Cimetière de Terre-Cabade de Toulouse, sa tombe est considérée comme abandonnée en 1994 et ses restes déposés dans un ossuaire.

## Palmarès

### Titre
- Champion d'Europe de la montagne, en 1931, sur Nacional Pescara 2,8 L 8 cylindres.

### Victoires et podiums en Grand Prix
- Grand Prix Bugatti : 1929 (Le Mans) ;
- Grand Prix Bugatti : 1930 (Le Mans, même véhicule) ;
- Grand Prix de Penya-Rhin : 25 juin 1933 (Montjuic) ;
  - 2e du Grand Prix de la Marne en 1929 ;
  - 2e du Grand Prix d'Alexandrie en 1930 ;
  - 3e du Grand Prix de Pau en 1930.

### Victoires européennes en montagne

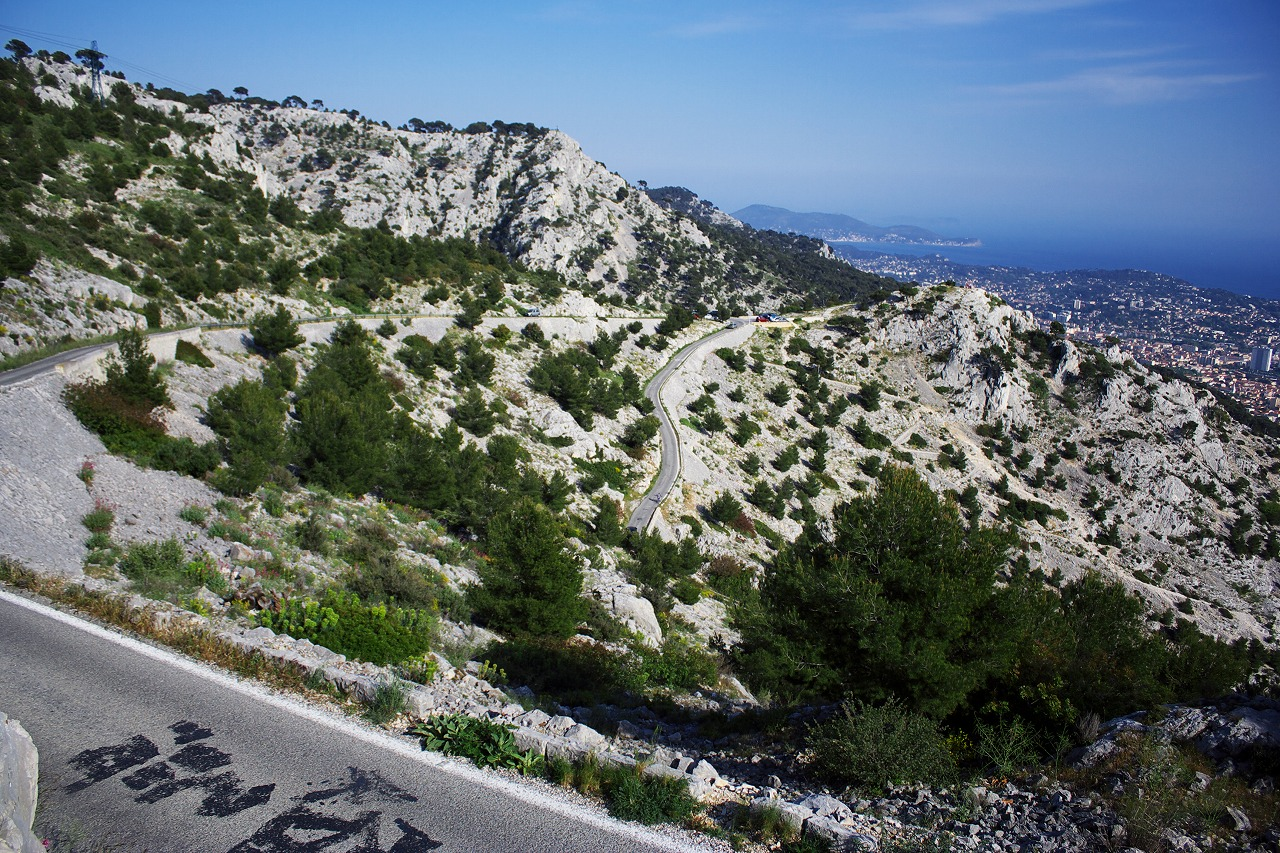
La route du Mont Faron (deux éditions de la côte disputées, en 1933 et 1934).

(dont quatre organisées sur le territoire français)
- Course de côte de Gometz-le-Châtel : 1930[2] ;
- Course de côte du Kesselberg (Kochel) : 14 juin 1931 en championnat d'Europe sur Nacional Pescara 2,8 L. (catégorie SC, Voiture de course du championnat AIACR) (temps obtenu de 4' exactement)[3] ;
- Course de côte de Mont Faron (près de Nice et de Menton) : 1934, sur Nacional Pescara ;
- Course de côte des Alpilles (près d'Avignon) : 1934, sur Nacional Pescara ;
- Course de côte du Val de Cuech (près de Salon-de-Provence) : 1935, sur Nacional Pescara (2e en 1934).